# Ecnomus jimba
Ecnomus jimba är en nattsländeart som beskrevs av Cartwright 1990. Ecnomus jimba ingår i släktet Ecnomus och familjen trattnattsländor. Inga underarter finns listade i Catalogue of Life.